# Ferrari F60
De Ferrari F60 (ook bekend als de Ferrari F2009) is een Formule 1-auto en werd door Scuderia Ferrari gebruikt tijdens het Formule 1-seizoen van 2009.

## Onthulling
De F60, de 55e Ferrari geproduceerd specifiek voor de Formule 1, werd eerst online onthuld op 12 januari 2009. De auto is F60 genoemd om te vieren dat Ferrari voor het zestigste jaar aaneen deel ging nemen aan de Formule 1. Felipe Massa maakte later die dag de eerste testrit op het circuit van Mugello. De auto zou in eerste instantie debuteren op het huiscircuit Fiorano maar vanwege de slechte weersomstandigheden werd uitgeweken.

## Technisch
De Ferrari F60 is gemiddeld 1,9 seconden sneller dan zijn voorganger, de F2008. Dit ondanks nieuwe regulering van de FIA, zoals een kleinere wielbasis en simpelere splitters.

## Resultaten tijdens het seizoen
De F60 scoorde voor het eerst punten tijdens de race in Bahrein, de vierde race van het seizoen. Nadat was gebleken dat de F60 geen kans maakte tegens de auto's van onder andere Brawn GP en Red Bull Racing werd begin augustus 2009 besloten om de ontwikkeling van de F60 stop te zetten. Vanaf dat moment heeft het team zijn concentratie volledig verlegd naar de auto van 2010.
De F60 won zijn eerste en enige race in de handen van Kimi Räikkönen tijdens de Grand Prix van België 2009.
| Resultaat                     |
| ----------------------------- |
| Winnaar                       |
| Tweede plaats                 |
| Derde plaats                  |
| Gefinisht (punten)            |
| Gefinisht (geen punten)       |
| Niet geklasseerd (NC)         |
| Uitgevallen (DNF)             |
| Niet gekwalificeerd (DNQ)     |
| Gediskwalificeerd (DSQ)       |
| Niet gestart (DNS)            |
| Gewond (INJ)                  |
| Uitgesloten (EX)              |
| Teruggetrokken (WD)           |
| Niet deelgenomen (blanco cel) |
| vetgedrukt (pole position)    |
| cursief (snelste ronde)       |

| Jaar | Chassis     | Motor      | Banden | Coureurs             | 1   | 2     | 3   | 4   | 5   | 6   | 7   | 8   | 9   | 10  | 11  | 12  | 13  | 14  | 15  | 16  | 17  | Punten | WK-plaats |
| ---- | ----------- | ---------- | ------ | -------------------- | --- | ----- | --- | --- | --- | --- | --- | --- | --- | --- | --- | --- | --- | --- | --- | --- | --- | ------ | --------- |
| 2009 | Ferrari F60 | Ferrari V8 | B      |                      | AUS | MAL ‡ | CHN | BHR | SPA | MON | TUR | GBR | DUI | HON | EUR | BEL | ITA | SIN | JPN | BRA | ABU | 70     | 4e        |
| 2009 | Ferrari F60 | Ferrari V8 | B      | Felipe Massa         | DNF | 12    | DNF | 14  | 6   | 4   | 6   | 4   | 3   | DNS |     |     |     |     |     |     |     | 70     | 4e        |
| 2009 | Ferrari F60 | Ferrari V8 | B      | Luca Badoer          |     |       |     |     |     |     |     |     |     |     | 17  | 14  |     |     |     |     |     | 70     | 4e        |
| 2009 | Ferrari F60 | Ferrari V8 | B      | Giancarlo Fisichella |     |       |     |     |     |     |     |     |     |     |     |     | 9   | 13  | 12  | 10  | 16  | 70     | 4e        |
| 2009 | Ferrari F60 | Ferrari V8 | B      | Kimi Räikkönen       | 15† | 14    | 10  | 6   | DNF | 3   | 9   | 8   | DNF | 2   | 3   | 1   | 3   | 10  | 4   | 6   | 12  | 70     | 4e        |
| Jaar | Chassis     | Motor      | Banden | Coureurs             | 1   | 2     | 3   | 4   | 5   | 6   | 7   | 8   | 9   | 10  | 11  | 12  | 13  | 14  | 15  | 16  | 17  | Punten | WK-plaats |

† Coureur is niet gefinisht in de GP, maar heeft wel 90% van de race-afstand afgelegd, waardoor hij als geclassificeerd genoteerd staat.
‡ Helft van de punten omdat minder dan 75% van de raceafstand was afgelegd

### Eindstand coureurskampioenschap
- Kimi Räikkönen: 6e (48pnt)
- Felipe Massa: 11e (22pnt)
- Giancarlo Fisichella: 15e (8pnt[1])
- Luca Badoer: 25e (0pnt)